# Red Special - Japanese Tour Mini Album
Red Special - Japanese Tour Mini Album  è il terzo EP del musicista britannico Brian May, pubblicato il 28 ottobre 1998 dalla EMI.

## Descrizione
L'EP è stato pubblicato solo in Giappone per promuovere il tour giapponese del secondo album in studio di Brian May,  Another World. Contiene brani live esclusivi della Brian May Band, registrati durante il tour europeo dell'album Another World, due brani tratti da quest'ultimo e i lati B dei singoli.

## Tracce
1. On My Way Up (Live in Paris, June '98) – 8:05 (musica: Brian May)
2. Why Don't We Try Again – 5:23 (musica: Brian May)
3. Maybe Baby – 2:11 (musica: Buddy Holly, Norman Petty)
4. The Business (USA Radio Mix Uncut) – 5:10 (musica: Brian May)
5. Another World – 4:07 (musica: Brian May)
6. Only Make Believe – 2:38 (musica: Conway Twitty, Jack Nance)
7. Hammer to Fall (Live in Paris, June '98) – 9:08 (musica: Brian May) – originariamente interpretata dai Queen
8. Brian Talks (A Tribute to Cozy Powell) – 1:13

## Formazione
Musicisti
- Brian May – arrangiamento, voce, chitarra, basso, tastiera, programmazione
- Cozy Powell – batteria, percussioni
- Steve Ferrone – batteria, percussioni
- Ken Taylor – basso
- Neil Murray – chitarra
- Jamie Moses – chitarra
- Spike Edney – tastiera

Formazione Live
- Spike Edney – tastiera
- Jamie Moses – chitarra
- Steve Ferrone – batteria, cocktail kit
- Neil Murray – basso
- Susie Webb e Zoe Nicholas – cori

## Produzione
- Brian May – Arrangiamento e produzione
- Justin Shirley-Smith – Ingegneria e coproduzione
- David Richards e Neil Amor – Mixaggio aggiuntivo (tracce dal vivo)
- Richard Gray – Design
- Pietro Malandrone – Supervisione e manutenzione apparecchiature
- Kevin Metcalfe al Soundmasters – Masterizzazione